# Michael Kauch

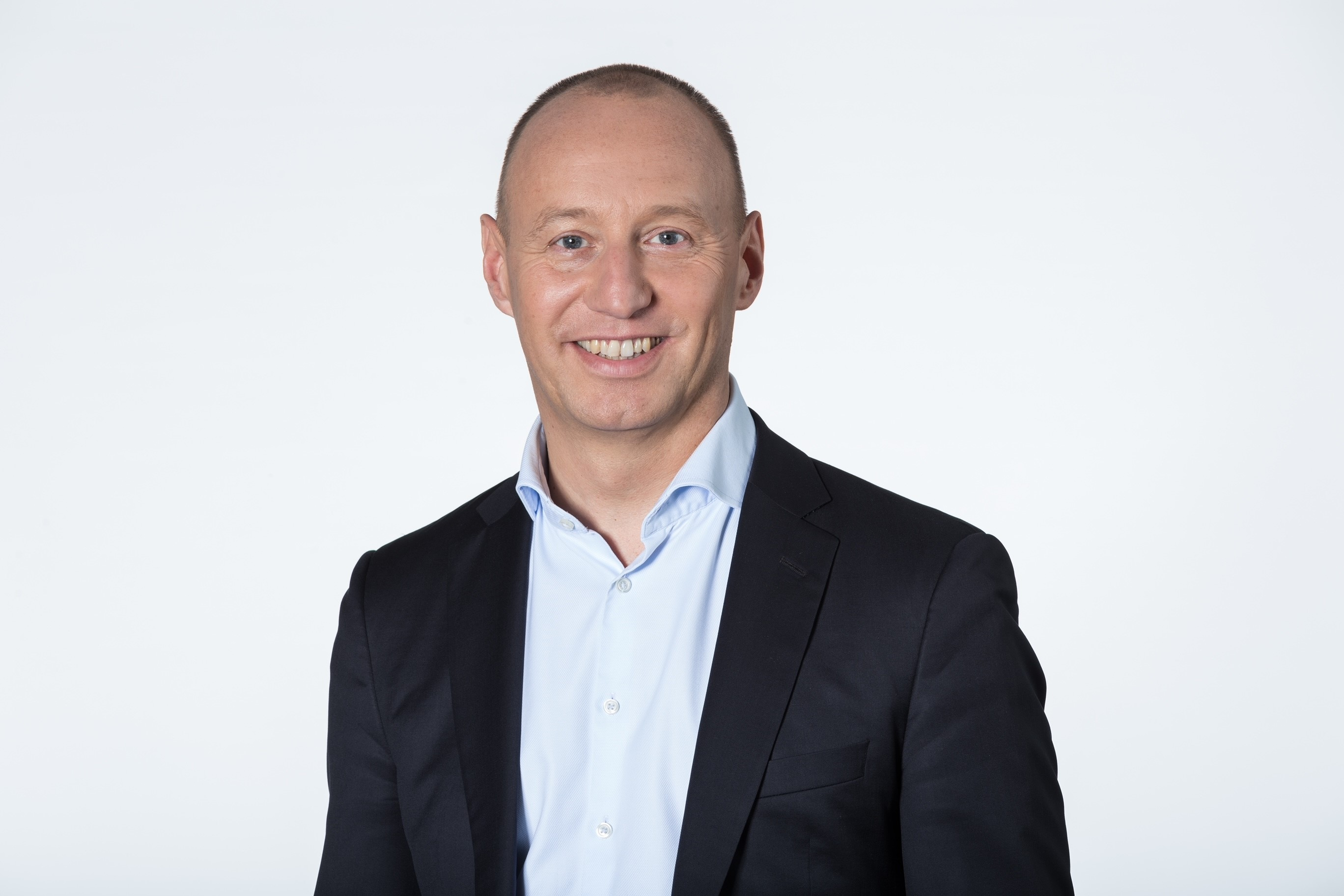
Michael Kauch (2023)

Michael Kauch (* 4. Mai 1967 in Dortmund) ist ein deutscher Politiker (FDP). Von 1995 bis 1999 war er Bundesvorsitzender der Jungen Liberalen und von 2003 bis 2013 Mitglied des Deutschen Bundestages. Er war von Januar bis Juli 2024 Mitglied des Europäischen Parlaments. Er ist seit 2013 Vorsitzender der Liberalen Schwulen und Lesben. Seit 2020 ist er Vorsitzender der Fraktion FDP/Bürgerliste im Rat der Stadt Dortmund. Er ist ständiger Gast im Bundesvorstand der FDP.

## Leben
Michael Kauch ist konfessionslos. Er besuchte von 1977 bis 1986 das Helmholtz-Gymnasium in Dortmund und studierte an der Universität Dortmund von 1986 bis 1993 Wirtschafts- und Sozialwissenschaften. Sein Studium schloss er als Diplom-Volkswirt ab.
1994 arbeitete er als Referent für Presse- und Öffentlichkeitsarbeit der FDP-Fraktion im Landtag von Mecklenburg-Vorpommern. 1995 bis 1999 war Kauch zunächst wirtschaftspolitischer Referent und von 1999 bis 2003 Geschäftsführer des Bundesverbandes Junger Unternehmer.
Kauch ging im Juli 2009 eine Lebenspartnerschaft mit dem Hotelfachmann Henry Patke ein. Als offen schwuler Politiker engagierte Kauch sich über viele Jahre in verschiedenen Projekten für die Gleichstellung homosexueller Bürger: als Mitglied des Kuratoriums der Bundesstiftung Magnus Hirschfeld, der Hirschfeld-Eddy-Stiftung, als aktives Mitglied des Initiative Queer Nations und mit seiner Präsenz bei vielen Christopher Street Days, auch im Ausland. Von 2016 bis 2018 war Kauch Vorsitzender des Berufsverbandes Völklinger Kreis.
Am 22. April 2013 gab Kauch per Facebook bekannt, Vater einer Tochter geworden zu sein. Laut seiner Aussage handelt es sich bei der Mutter um eine ebenfalls homosexuelle, in einer Lebenspartnerschaft lebende Frau.
Nach dem Ausscheiden aus dem Deutschen Bundestag ist Kauch seit 2014 als selbstständiger Berater tätig, vorrangig für Unternehmen der Medizintechnik.

## Politik
Kauch ist seit 1989 Mitglied der FDP. Von 1990 bis 1993 war er stellvertretender Kreisvorsitzender der Jungen Liberalen in Dortmund und für die Liberalen Studierenden Dortmund (LSD) Mitglied des Studentenparlamentes. Von 1993 bis 1995 war er stellvertretender Bundesvorsitzender für Programmatik und von 1995 bis 1999 Bundesvorsitzender der Jungen Liberalen.
Von 1998 bis 2022 war er Kreisvorsitzender der FDP Dortmund. Nach 24 Jahren im Amt trat er 2022 nicht erneut an und schlug Nils Mehrer als seinen Nachfolger vor. Dem Kreisvorstand gehört er als Fraktionsvorsitzender der FDP im Stadtrat weiterhin an.
Von 1995 bis 2001 gehörte er dem Bundesvorstand der Liberalen an und war Mitglied der Programmkommission zur Erarbeitung des FDP-Grundsatzprogramms „Wiesbadener Grundsätze“. Seit dem Jahr 2001 leitet Kauch den Bundesfachausschuss Soziales der FDP. Von 2011 bis 2013 war er erneut Mitglied im Bundesvorstand der FDP, seit 2017 ist er dort ständiger Gast.
Am 14. Juni 2003 rückte Kauch für den verstorbenen Abgeordneten Jürgen Möllemann in den Deutschen Bundestag nach, dem er dann bis 2013 angehörte. 2005 und 2009 zog er über die Landesliste Nordrhein-Westfalen der FDP in den Bundestag ein. Hier war er von 2003 bis 2005 Sprecher der FDP-Bundestagsfraktion für nachhaltige Entwicklung und Obmann der FDP-Fraktion in der Enquête-Kommission Ethik und Recht der modernen Medizin. Ab 2005 war er Sprecher der FDP-Fraktion für Umweltpolitik, von 2005 bis 2009 ebenso Sprecher für Palliativ- und Transplantationsmedizin. Am 12. November 2009 wurde Michael Kauch in der FDP-Bundestagsfraktion zum Vorsitzenden des Arbeitskreises V mit den Politikfeldern Verkehr, Bau, Stadtentwicklung, Umwelt, Naturschutz und Reaktorsicherheit gewählt. Zudem war er Obmann der FDP im Parlamentarischen Beirat für nachhaltige Entwicklung und Mitglied im Parlamentarischen Beirat zu Fragen der Ethik.
Durch das Scheitern seiner Partei an der Fünf-Prozent-Hürde bei der Bundestagswahl 2013 war er im 18. Bundestag nicht mehr vertreten.
Auf dem Europaparteitag 2019 wurde er auf den Listenplatz acht der FDP für die Europawahl 2019 gewählt. Zunächst verpasste er den Einzug ins Parlament. Am 1. Januar 2024 rückte er für Nicola Beer ins Europaparlament nach. Er übernahm die Mitgliedschaft im Ausschuss für Industrie, Forschung und Energie (ITRE) sowie die stellvertretenden Mitgliedschaften in den Ausschüssen für Wirtschaft und Währung (ECON) und Auswärtige Beziehungen (AFET). Die FDP-Delegation machte ihn zu ihrem Sprecher in den vorgenannten Ausschüssen sowie in den Bereichen Recht, Kultur und LSBTI. Kauch war Schattenberichterstatter für ein Gesetzgebungsvorhaben zum erleichterten konsularischen Schutz von nicht-repräsentierten EU-Bürgern in Drittstaaten. Zur Europawahl 2024 trat er nicht wieder an und schied daher mit der konstituierenden Sitzung im Juli 2024 aus dem EU-Parlament aus.
Am 17. November 2013 wurde Kauch zum Bundesvorsitzenden der Liberalen Schwulen und Lesben gewählt. Auch im Bundesvorstand der FDP ist er zuständig für die Gleichstellung von LSBTI. Bei den Verhandlungen zur Bildung einer Koalitionsregierung zwischen SPD, Grünen und FDP nach der Bundestagswahl 2021 gehörte Kauch zur Delegation seiner Partei in der Arbeitsgruppe „Gleichstellung und Vielfalt“, die von Petra Köpping, Ricarda Lang und Herbert Mertin geleitet wurde.
Zu den Kommunalwahlen in Nordrhein-Westfalen 2020 war er Kandidat der FDP für den Oberbürgermeister in Dortmund. Seit November 2020 gehört der dem Rat der Stadt Dortmund an und ist Vorsitzender der Ratsfraktion FDP/Bürgerliste.